# Mauro Bonomi
Mauro Bonomi (Cremona, 15 de fevereiro de 1973) é um ex-futebolista profissional italiano que atuava como defensor.

## Carreira
Mauro Bonomi começou na Cremonese.